# Trichogramma hesperidis
Trichogramma hesperidis är en stekelart som beskrevs av Nagaraja 1973. Trichogramma hesperidis ingår i släktet Trichogramma och familjen hårstrimsteklar. Inga underarter finns listade i Catalogue of Life.